# Viktor Reclam
Viktor Reclam (* 7. Januar 1871 in Lauenburg (Pommern); † 26. Oktober 1946 in Kiel) war ein deutscher Konteradmiral.

## Leben
Reclam trat am 13. April 1889 in die Kaiserliche Marine ein, absolvierte seine Grundausbildung und die Marineschule. Während seiner weiteren Bordausbildung wurde er am 17. Mai 1892 ohne Patent zum Unterleutnant zur See befördert. Nach einem weiteren Besuch der Marineschule erhielt Reclam am 23. Oktober 1892 mit Rangdienstalter vom 17. Mai 1892 das Patent zu seinem Dienstgrad und war als Kompanieoffizier der II. Matrosendivision zugeteilt. Daran schloss sich von April bis September 1894 eine Verwendung als Wachoffizier auf dem Vermessungsschiff Albatross an. Anfang Oktober trat er auf dem Dampfer Salier die Ausreise nach Douala an, um ab dem 24. Oktober 1894 auf dem im Stationsdienst eingesetzten Kanonenboot Hyäne seinen Dienst als Wachoffizier zu leisten. In dieser Eigenschaft stieg er am 8. April 1895 zum Leutnant zur See, kehrte Ende Oktober 1895 auf der Salier wieder nach Deutschland zurück und war von Mitte November 1895 bis Ende September 1897 Kompanieoffizier bei der IV. Matrosen-Artillerie-Abteilung. Anschließend wurde Reclam Kompanieoffizier bei der II. Torpedo-Abteilung und zeitweise zugleich Kommandant verschiedener Torpedoboote. Nach Verwendungen als Lehrer auf den Torpedoschulschiffen Blücher und Friedrich Carl gehörte Reclam als Kapitänleutnant ab 1. Oktober 1901 zum Schiffstamm der Thetis. Am 17. November 1901 wurde er zum Navigationsoffizier auf dem Kleinen Kreuzer ernannt und verlegte mit dem Schiff nach Ostasien zum dortigen Geschwader. Anfang Dezember 1903 trat er von Shanghai aus die Heimreise an, war bis Ende September 1904 Kompanieführer bei der II. Matrosendivision und wurde für ein Jahr in die Militärische Abteilung des Reichsmarineamtes versetzt. Es folgten Verwendung als Navigationsoffizier auf den Linienschiffen Wörth und Deutschland, bevor Reclam als Kommandeur der Handwerker-Abteilung zur II. Werftdivision versetzt wurde. In dieser Eigenschaft am 27. April 1907 zum Korvettenkapitän befördert, war er vom 1. Oktober 1907 bis zum 21. September 1908 Erster Offizier auf der König Wilhelm und dann bis 10. April 1910 auf der Schlesien. Anschließend zur Verfügung des Chefs der Marinestation der Nordsee gestellt, wurde Reclam am 15. September 1910 zum Kommandanten des Artillerieschulschiffs Undine ernannt und am 13. Mai 1911 zum Fregattenkapitän befördert. Krankheitsbedingt musste er das Kommando am 6. Mai 1912 abgeben und war nach seiner Gesundung vom 13. Juli bis 30. September 1912 Kommandant der Augsburg. Am 1. Oktober 1912 wurde Reclam zum Kommandeur der IV. Matrosen-Artillerie-Abteilung ernannt und am 16. Juni 1913 zum Kapitän zur See befördert.
Mit Ausbruch des Ersten Weltkriegs war er zugleich Kommandant der Seefront von Cuxhaven. Nachdem Reclam am 6. Dezember 1914 von diesen Posten enthoben worden war, fungierte er ab dem 26. Dezember 1914 mit dem Dienstgrad eines osmanischen Generalmajors als Deutscher Befehlshaber am Bosporus. Daran schloss sich am 8. September 1915 eine Verwendung als Inspekteur der Küsteninspektion beim Sonderkommando der Kaiserlichen Marine in der Türkei an. Sultan Abdülhamid II. würdigte seine Tätigkeit durch die Verleihung der Goldenen Liakat-Medaille und dem Titel eines Paschas. Am 12. Dezember 1916 wurde Reclam aus dem Osmanischen Reich abberufen, kurzzeitig zur Verfügung des Staatssekretärs des Reichsmarineamtes gestellt und am 12. Januar 1917 zum Kommandanten des Großlinienschiffes Nassau ernannt.
Mit dem Waffenstillstand von Compiègne stand Reclam vom 11. November 1918 bis zum 7. April 1919 zur Verfügung des Flottenkommandos bzw. des Staatssekretärs des Reichsmarineamtes. Anschließend für einen Monat zur Information zum Küstenbezirksamt III in Kiel kommandiert, war er bis 1. Dezember 1919 als Küstenbezirksinspekteur tätig. Die letzten Monate seiner aktiven Dienstzeit stand Reclam zur Verfügung des Chefs der Marinestation der Ostsee und wurde schließlich am 29. Januar 1920 unter Verleihung des Charakters als Konteradmiral verabschiedet.
Nach seiner Verabschiedung war Reclam vom 1. Mai 1928 bis zum 30. September 1936 Reichskommissar bei Seeamt Flensburg und zugleich bis 30. September 1934 Reichskommissar beim Seeamt Tönning.